# Campionato francese di rugby a 15 1912-1913
Il Campionato francese di rugby a 15 di prima divisione 1912-1913 fu vinto dall'Aviron bayonnais  che sconfisse il S.C.U.F. in finale.
Il campionato fu disputato da 18 club.

## Contesto
Il torneo delle Cinque Nazioni 1913 fu vinto dall'Inghilterra, la Francia giunse ultima.

## Quarti di finale
| Bordeaux 16 marzo 1913 | Bordeaux | 3 – 0 | Tolosa | Stade du Bouscat |

Lo Stade toulosain abbandonò il terreno di gioco dopo che il suo pilone Bergé venne ferito alla testa, secondo loro intenzionalmente. 
| Parigi 16 marzo 1913 | SC Universitaire | 8 – 3 | Nantes |  |

| Lione 16 marzo 1913 | Perpignano | 18 – 8 | Compiègne |  |

| 16 marzo 1913 | Bayonne | 38 – 0 | Périgueux |  |

## Semifinali
| 6 aprile 1913 | Perpignano | 0 – 3 | SC Universitaire |  |

| 6 aprile 1913 | Bayonne | 9 – 0 | Bordeaux |  |

## Finale
| Arbitro: | Henri Amand |

| |            | |
| mete: de J.Forgues, Bascou Labaste, F.Forgues Elissalde (2), Domercq trasf.: Poeydebasque, Roe 4 | Marcatori  | mete: Theuriet 2 trasf.: Theuriet |
| Jules Forgues Jean Domercq Fernand Forgues Eugène Lissalde Paulin Bascou Achille Fortis Emmanuel Iguinitz Armand Vigneau Maurice Hedembaigt Henry Roe Jean-Bernard Forgues Jean-François Poeydebasque Fouillassart Victor Labaste Félix Lasserre | Formazioni | C.Fusier Henri Moure Albert Eutrope Roger Mialle Jules Cadenat Montaud Marie Jean dit Joé Anduran Jacques Forestier André Theuriet Lucien Besset Edmond Larmier Charles du Souich Brisé Fernand Buscail Jean Semmartin |

Un aneddoto: l'ultima meta fu segnata al termine di un'azione di Roger Mialle, futuro comandante d'artiglieria, che passò la palla a Lucien Besset, futuro deputato di Parigi che a sua volta lanciò Jules Cadenat in meta. Quest'ultimo sarà selezionatore della nazionale nei primi anni '30.
L'arbitro, Henri Amand, era un ex-giocatore già campione di Francia che morirà al fronte nel 1915.

## Altre competizioni
Torneo delle seconde squadre: in finale lo Stadoceste Tarbais superò SCUF 11 a 3
Torneo delle terze squadre: in finale: lo Stade Toulousain superò SCUF 8 a 0
Torneo delle quarte squadre: in finale lo Stadoceste Tarbais superò Stade Poitevin 16 a 0

## Fonti
Le Petit Var, 1913